# Trichocera mishmi
Trichocera mishmi är en tvåvingeart som beskrevs av Krzeminska 2002. Trichocera mishmi ingår i släktet Trichocera och familjen vintermyggor. Inga underarter finns listade i Catalogue of Life.